# Лаша Тотадзе
Лаша Тотадзе (груз. ლაშა თოთაძე, 24 серпня 1988, Ахалцихе) — грузинський футболіст, захисник грузинського клубу «Гареджі Сагареджо».
Насамперед відомий виступами за клуб «Гагра» та молодіжну збірну Грузії.

## Клубна кар'єра
У дорослому футболі дебютував 2007 року виступами «Гагру», в якій провів один сезон, взявши участь у 23 матчах чемпіонату. Більшість часу, проведеного у складі «Гагри», був основним гравцем захисту команди.
Своєю грою за цю команду привернув увагу представників тренерського штабу клубу «Динамо» (Київ), до складу якого приєднався 2008 року, проте так і не зміг пробитися до основи і повернувся назад до «Гагри».
2010 року уклав контракт з угорським «Дьйором», у складі якого провів наступний рік своєї кар'єри гравця, після чого був відданий в оренду до клубу «Ломбард» (Папа), де провів ще один сезон. 
2012 року повернувся на батьківщину, підписавши контракт з місцевим клубом «Діла».
2013 р. провів у складі "Сіоні" (Болнісі). З січня 2014 виступав за клуб "Динамо" (Тбілісі), за який провів 26 ігор. 2015 року став гравцем тбіліської команди «Сабуртало».

## Виступи за збірну
Протягом 2009–2010 років залучався до складу молодіжної збірної Грузії. На молодіжному рівні зіграв у 7 офіційних матчах, забив 2 голи.

## Досягнення
- Володар Кубку Грузії (3):

«Діла»: 2011-12, 2013-14
«Динамо» (Тбілісі): 2014-15
- Володар Суперкубку Грузії (1):

«Динамо» (Тбілісі): 2014